# Monasterio de San Privado de Barcedana
La casa monástica de San Privado de Barcedana (en catalán: San Privat de Barcedana) era un monasterio situado dentro del antiguo término de Llimiana, que incluía todo el valle de Barcedana, entre Sant Martí de Barcedana y el Montsec. Actualmente, sin embargo, formaría parte del término municipal de Gavet de la Conca, en su antiguo término de Aransís, anexo de San Miguel del Valle, en la provincia de Lérida.
Está mencionado desde el 930 hasta el 1229, en documentos del monasterio de Santa María de Gerri. Originalmente ligado a este importante monasterio pallarés, Sant Privat pasó a protección de Guillem de Llordà, y en el documento donde se deja constancia, sitúa esta casa monástica en el término del Castelló Sobirà, y bajo el Castillo de Montllor.